# Frederico de Portugal
Frederico de Portugal, OSB (arcaicamente Fadrique) foi clérigo português, natural de Vila Viçosa. Foi bispo de Calahorra y La Calzada-Logronho desde 5 de maio de 1503, Segóvia de 22 de dezembro de 1508 a 1511, Siguença desde 20 de junho de 1519 e finalmente arcebispo de Saragoça de 23 de fevereiro de 1532 até sua morte em 15 de janeiro de 1539. Foi sepultado em Siguença, na Capela de Santa Librada, padroeira da cidade, na qual há um retábulo com as relíquias da santa, construído às custas do bispo. Se sabe que ainda serviu como vice-rei da Catalunha. Era filho de Afonso, Conde de Faro e sua esposa Maria de Noronha e fez sua primeira formação em Salamanca.